# Juan Carlos Alcalá
Juan Carlos Alcalá Martínez de Escobar (Ciudad de México, 24 de enero de 1973) es un dramaturgo mexicano. Además de teatro, escribe también para la televisión mexicana. Actualmente es el escritor de cabecera de la productora Angelli Nesma Medina desde el 2007 con la adaptación de Al diablo con los guapos.

## Trayectoria

### Obras de Teatro
Entre otras, las más destacadas son:
- ¡Va mi mami en prenda! o Poker de Reynas.[1] El texto forma parte de la antología "Taller de Hugo Argüelles", que se publicó en 1994 por Grupo Editorial Gaceta. En el 2016, participa bajo la dirección de Diana Rendón en la Muestra Estatal de Teatro, en Villahermosa, Tabasco.[2]
- Amor en Tinta Rosa Mexicano. El texto fue publicado en octubre del 2000, por Editorial Narrarte. Se estrenó en el 2007 por el taller de teatro de la UPN.[3]
- Círculo vicioso de un cuarteto amoroso. Primer lugar en el 2do. Concurso de Dramaturgia Teatro Nuevo 2001, otorgado por El instituto de Cultura de la Ciudad de México (CONACULTA) y la Sociedad General de Escritores de México (SOGEM). Se estrena en el 2010 dentro del Programa Permanente de Teatro del ibArt-UACH, bajo la dirección de Alejandra García.[4] Esta obra cruza la frontera al ser montada en Houston, Texas por el grupo de teatro La Cuadra, en el Talento Bilingüe de Houston.[5]

### Telenovelas

#### Adaptaciones
Televisa
- A.mar, donde el amor teje sus redes (2025) original de Jonathan Cuchacovich
- Tu vida es mi vida (2024) original de Carlos Espinoza
- Mi camino es amarte (2022/23) original de Vicente Sabatini
- Amor dividido (2022) original de Adriana Suárez y Javier Giraldo
- Mi fortuna es amarte (2021/22) original de Luis Felipe Salamanca
- Me declaro culpable (2017/18) original de Martín Kweller, Claudio Lacelli, Gabriel Corrado y Carolina Parmo
- Tres veces Ana (2016) original de Jorge Lozano Soriano con Carmen Daniels
- Que te perdone Dios (2015) original de Caridad Bravo Adams utilizando los libretos de Rene Muñoz y Liliana Abud
- Lo que la vida me robó (2013/14) original de Caridad Bravo Adams y la adaptación de María Zarattini
- Abismo de pasión (2012) original de Caridad Bravo Adams. Basada en la co-adaptación María del Carmen Peña y José Cuauhtémoc Blanco.
- Llena de amor (2010/11) original de Carolína Espada y Rossana Negrín
- Un gancho al corazón (2008/09) original de Adrián Suar y Ernesto Korovsky
- Al diablo con los guapos (2007/08) original de Enrique Torres
- Apuesta por un amor (2004/05) con Ximena Suárez, escrita por Gabriela Ortigoza

Tvazteca
- Romántica obsesión (1999) Original de Aleida Amaya

#### Co-adaptaciones
- Segunda parte de Yo amo a Juan Querendón (2007) con Antonio Abascal, escrita por Gabriela Ortigoza
- Niña amada mía (2003) escrita por Gabriela Ortigoza

#### Ediciones literarias
- Por un beso (1999) con Juan Carlos Tejeda, escrita por Gabriela Ortigoza
- Camila (1998) con Ricardo Tejeda, Juan Carlos Tejeda y Carmen Sepúlveda, escrita por Gabriela Ortigoza

## Premios TVyNovelas
| Año  | Categoría                   | Telenovela              | Resultado |
| ---- | --------------------------- | ----------------------- | --------- |
| 2008 | Mejor historia o adaptación | Yo amo a Juan Querendón | Nominado  |
| 2013 | Mejor historia o adaptación | Abismo de pasión        | Nominado  |
| 2015 | Mejor historia o adaptación | Lo que la vida me robó  | Ganador   |
| 2018 | Mejor historia o adaptación | Me declaro culpable     | Nominado  |